# Brachionidium imperiale
Brachionidium imperiale är en orkidéart som beskrevs av Carlyle August Luer, Alexander Charles Hirtz, Gunnar Wilhelm Harling och Bengt Lennart Andersson. Brachionidium imperiale ingår i släktet Brachionidium och familjen orkidéer. Inga underarter finns listade i Catalogue of Life.